# Bandabertè
Bandabertè è il quarto album di Loredana Bertè, pubblicato nel 1979 su etichetta CGD.
Prodotto da Tony Mimms e Mario Lavezzi, fu il primo album della cantante ad ottenere un grosso riscontro commerciale, trainato dalle hit Dedicato e E la luna bussò.

## Descrizione
Con Dedicato, già singolo di successo del 1978 scritto da Ivano Fossati, la Bertè si era consacrata definitivamente al grande pubblico, anche quello televisivo; il brano venne quindi incluso nell'LP, che uscirà l'anno dopo.
L'album fu prodotto da Mario Lavezzi, all'epoca compagno della Bertè, ma fu fondamentale anche l'apporto di Fossati, che dette un nuovo approccio "cantautorale" al tutto; a lui tra l'altro si deve il titolo Bandabertè, che fu anche il nome del gruppo di musicisti che accompagnò la cantante in sala e in tournée. Gli arrangiamenti sono opera dello stesso Lavezzi e di Tony Mimms, le registrazioni vennero effettuate negli studi East Lake "Il Mulino" di Milano da Piero Bravin nell'aprile 1979.
La maggior parte dei brani sono opera del collaudato duo Pace/Avogadro, che avevano già firmato molti singoli di successo dei precedenti album della cantante calabrese. A Lavezzi, anche chitarrista in tutti i brani del disco (eccetto Dedicato, in cui suona lo stesso Fossati) si devono le musiche di E la luna bussò e Robin Hood.
Il singolo E la luna bussò fu uno dei grandi successi dell'estate 1979 con circa 400 000 copie vendute, grazie al suo ritmo giamaicano ispirato allo stile reggae di Bob Marley. Con lo stesso stile sono state arrangiate anche le cover da Lucio Battisti, Macchina del tempo e Prendi fra le mani la testa.
La canzone Colombo è firmata da Ivan Graziani con Attilio De Rosa, mentre l'incalzante ritmo di Folle città è opera di Alberto Radius. Damiano Dattoli, già collaboratore di Lavezzi e Battisti, è l'autore della musica di Peccati trasparenti.

## Singoli
Da Bandabertè furono estratti due 45 giri: Dedicato/Amico giorno, che fu pubblicato l'anno precedente l'uscita dell'album, e E la luna bussò/Folle città, uscito nell'estate del 1979 come anteprima del disco.

## Ristampe
Bandabertè è stato ristampato una prima volta in vinile nel 1982 per la serie "Record Bazar" con copertina singola differente (Record Bazar-CGD RB344).
Nel 1997 è stato ristampato su CD e nuovamente nel 2018 (CGD East West 3984 21380-2).
Il 1º agosto 2019, esattamente 40 anni dopo la prima edizione, l'album è stato ristampato in vinile (Nar/Saifam/Warner 8032484224872) e distribuito solo in edicola, allegato ad un fascicolo MUSIC TALENT; con la grafica e la copertina apribile (in questa nuova edizione, lucida) uguale all'originale del 1979.
Il 20 settembre 2021 è stato ristampato per la "70Bertè Vinyl Collection" in una versione inedita da collezione: LP 180 GR. Limited Edition Clear Blue Vinyl.

## Copertina
Sulla copertina (apribile) del disco, ideata dall'art director Luciano Tallarini, è presente un'illustrazione ad aerografo di Gianni Ronco, raffigurante un primo piano di Loredana Berté su fondo nero con una pistola di cioccolato che le si sta sciogliendo fra le dita; la stessa pistola da sola è presente sul retro copertina.

## Tracce
Lato A
1. ...E la luna bussò (testo: Daniele Pace, Oscar Avogadro; musica: Mario Lavezzi) - 4:32
2. Robin Hood (testo: Daniele Pace, Oscar Avogadro; musica: Mario Lavezzi) - 4:22
3. Peccati trasparenti (testo: Oscar Avogadro; musica: Damiano Dattoli) - 4:25
4. Colombo (testo: Attilio De Rosa; musica: Ivan Graziani) - 3:43

Lato B
1. Prendi fra le mani la testa (testo: Mogol; musica: Lucio Battisti) - 3:43
2. Folle città (testo: Daniele Pace, Oscar Avogadro; musica: Alberto Radius) - 3:36
3. Agguato a Casablanca (testo: Oscar Avogadro; musica: Gian Piero Ameli e Gino De Stefani) - 3:08
4. Dedicato (testo e musica: Ivano Fossati) - 3:20
5. Macchina del tempo (testo: Mogol; musica: Lucio Battisti) - 5:00

## Formazione
- Loredana Bertè – voce
- Walter Martino – batteria su tracce 5, 6, percussioni su tracce 1, 2, 4
- Ivano Fossati – chitarra su traccia 8
- Massimo Spinosa – basso su traccia 9
- Stefano Pulga – tastiera, sintetizzatore, pianoforte su tracce 1, 2, 3, 4, 5, 7, 8, 9
- Claudio Bazzari – chitarra su tracce 2, 4, 5, 7
- Gianni Dall'Aglio – batteria su traccia 8
- Bob Callero – basso su tracce 1, 3, 4, 5, 6, 8
- Mario Lavezzi – chitarra su tracce 1, 2, 3, 4, 5, 6, 7, 9
- Julius Farmer – basso su tracce 2, 7
- Walter Calloni – batteria su tracce 1, 2, 3, 4, 7, 9, percussioni su traccia 5
- Giorgio Baiocco – sax su tracce 3, 4
- Lalla Francia, Eloisa Francia, Arturo Zitelli – cori su tracce 1, 2, 4, 5, 9

## Successo commerciale
Bandabertè rimase in classifica per 29 settimane, arrivando all'undicesimo posto in classifica,  Nel complesso l'album ha venduto circa 120 000 copie.
Nella classifica annuale dei 100 album più venduti, stilata dalla  rivista musicale italiana Musica e Dischi, Bandaberté si trova al 66º posto.